# Gypsochares baptodactylus
Gypsochares baptodactylus is een vlinder uit de familie vedermotten (Pterophoridae). De wetenschappelijke naam is voor het eerst geldig gepubliceerd in 1850 door Zeller.
De soort komt voor in Europa.